# Malia

Mapa Krety z okresu kultury minojskiej.

Malia (gr. Μάλια) – miasteczko położone na północnym wybrzeżu Krety, ok. 30 km na wschód od Heraklionu. Jedna z ważniejszych miejscowości wypoczynkowych Krety. Popularna szczególnie ze względu na piaszczystą plażę z wydmami.
Około 3 km na wschód od miasta znajdują się ruiny średnio-minojskiego pałacu. Według mitologii greckiej właścicielem zamku był Sarpedon, brat Minosa. Pałac wybudowano w XIX wieku p.n.e., a następnie rozbudowano w XVIII wieku p.n.e. Około 1420 p.n.e. został zburzony przez Mykeńczyków.

## Wykopaliska archeologiczne
Wykopaliska w Malii prowadzone przez archeologów z francuskiej szkoły archeologicznej École française d’Athènes od 1922 doprowadziły do odkrycia ważnych zabytków cywilizacji minojskiej. Do najważniejszych należy odkrycie mniejszego niż w Knossos „pałacu”. Odkryto także oryginalny zespół urbanistyczny koncentrujący się wokół pałacu, z ciekawym rozplanowaniem i systemem kanalizacyjnym.